# Zambia Railways
Zambia Railways, eigentlich Zambia Railways Limited, kurz ZR, ist die staatliche Eisenbahninfrastruktur-Gesellschaft von Sambia.

## Geschichte

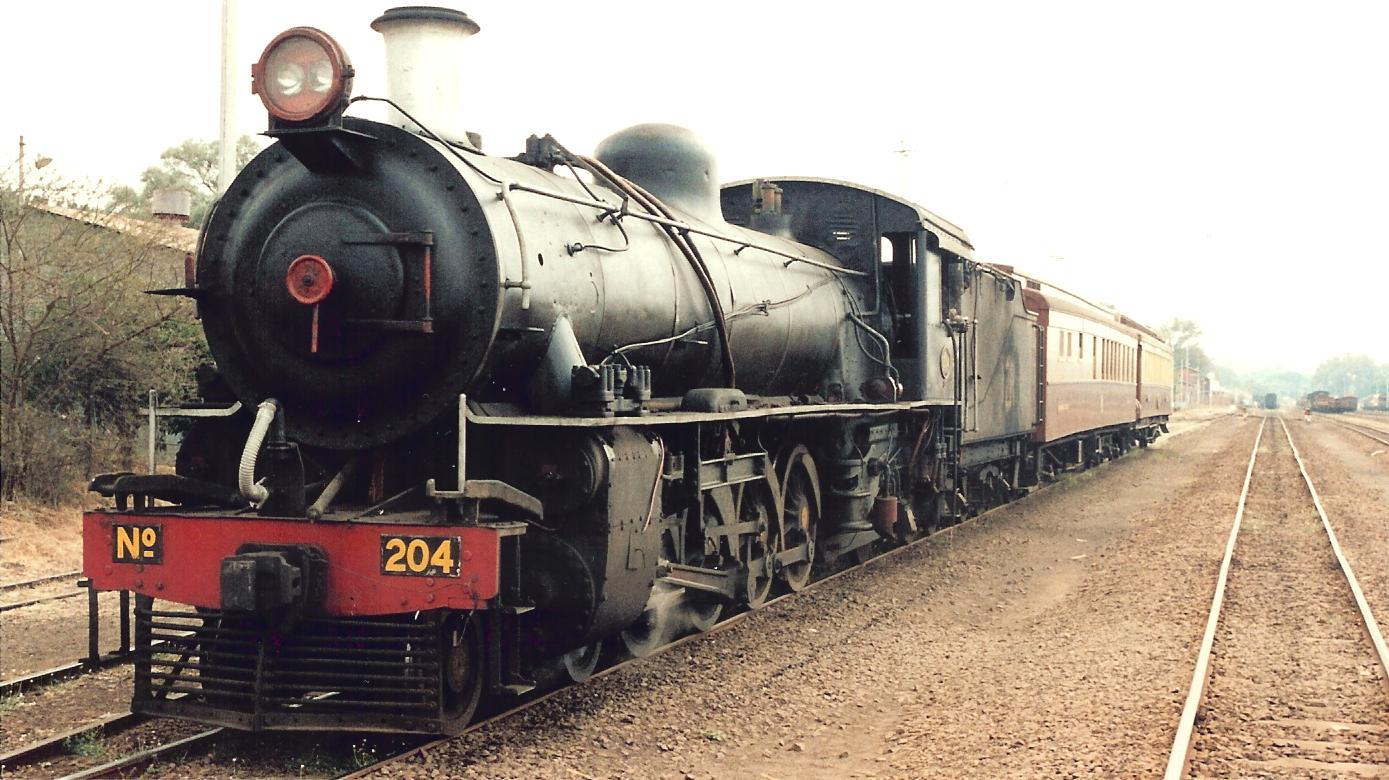
Zug der Zambia Railways aus dem Jahr 1997

Das heutige Sambia war ab dem Ende des 19. Jahrhunderts eine britische Kolonie. Die britische Kolonialmacht förderte den Eisenbahnbau zur wirtschaftlichen Erschließung des Landes. 1893 wurde in London die Bechuanaland Railway Company gegründet, die 1899 in Rhodesia Railways umbenannt wurde. Durch Fusionen mit anderen Bahngesellschaften betrieben die Rhodesia Railways um 1930 einen Großteil des Schienennetzes auf ihrem Gebiet. 1930 wurde eine erste Bestellung über vier Garratt-Lokomotiven der Reihe 15 bei Beyer-Peacock, auf die bis 1952 70 weitere Lokomotiven, zuletzt in der verbesserten Reihe 15A, folgten. 1987 waren noch 50 dieser Lokomotiven vorhanden. Von 1954 bis 1958 wurden 61 Garratt-Lokomotiven der Reihe 20 erworben, für deren Einsatz durch das Gesamtgewicht von 228,5 t und der Achslast von 17 t Verbesserungen des Schienennetzes vorgenommen wurden.
1964 (Unabhängigkeitserklärung von Sambia) wurde der Streckenbetrieb in Sambia und Südrhodesien organisatorisch voneinander abgetrennt. Der nördliche Teil der Rhodesia Railways wurde somit zur Zambia Railways.

## Netz
Die Zambia Railways Corporation verfügt über ein Streckennetz von 1273 Kilometer. Es handelt sich im Wesentlichen um eine einzige Strecke von Mulobezi südostwärts nach Livingstone, wo das sambische Eisenbahnnetz an das der National Railways of Zimbabwe anschließt, und von dort nordöstlich nach Lusaka, Kapiri Mposhi, Ndola, Kitwe nach Chingola nahe der Grenze zur Demokratischen Republik Kongo verläuft. Von Ndola aus führt eine Strecke nach Lubumbashi und wird ab dort von der Société Nationale des Chemins de fer du Congo (SNCC) betrieben. Zwei kurze Stichstrecken im Copperbelt erreichen Luanshya und Mufulira. Eine dritte Strecke führt von Choma nach Masuku. Die TAZARA, deren Netz nicht zur Zambia Railways Corporation zählt, schließt an deren Netz in Kapiri Mposhi an.
Die Strecken haben Kapspur und tragen eine Achslast von 17 t. Streckendaten:
- Größte Steigung: 1,25 %
- Schienengewicht: 45 kg/m, einige 40 kg/m, 91 lb/yd
- Schwellenabstand: 0,72 – 0,75 m
- Schwellenart: Holz, Stahl, Beton
- Geringster Kurvenradius: 200 m
- Maximale Zuglänge: 582 m, 140 Achsen (einige nur 112 Achsen)

## Eisenbahnverkehrsunternehmen
Ab 2003 verfügte Railway Systems of Zambia (RSZ), ein Konsortium privater, meist südafrikanischer Investoren, über die Konzession, Zambia Railways auf 20 Jahre zu betreiben. 2012 wurde die Konzession jedoch widerrufen, und Zambia Railways übernahm erneut die Betriebsführung.
Zambia Railways verfügte 1984 über 101 Diesellokomotiven, 91 Personenwaggons und 6570 Güterwaggons unterschiedlicher Art.

## Projekte
Ein SADC-Projekt beabsichtigt den Bau einer Verbindung von Kafue nach Zave in Simbabwe sowie von Chipata (Malawi) zur TAZARA bei Mpika. Damit wäre für Sambia der Hafen Beira auf sehr viel kürzerem Weg und der Tiefseehafen Nacala in Mosambik direkt erreichbar. Weiter geplant ist der Bau der Strecke Solwezi (DR Kongo)–Chingola.